# Pollingua
Pollingua (Inicjatywa Rodziców Pollingua, Elterninitative Pollingua e.V.) – stowarzyszenie użyteczności publicznej utworzone w roku 1998 w Wiesbaden. Założycielami są rodzice pragnący, aby ich dzieci miały kontakt z językiem i kulturą polską.

## Działalność
Stowarzyszenie Pollingua prowadzi lekcje języka polskiego dla dzieci z Wiesbaden i okolic. Ponadto organizuje imprezy kulturalne oraz spotkania okolicznościowe dla dzieci i dorosłych. Członkiem stowarzyszenia może zostać każda dorosła osoba niezależnie od tego, czy jej dzieci uczestniczą w zajęciach przedszkolnych lub szkolnych.

## Szkoła
Zajęcia szkolne prowadzone są w sześciu grupach wiekowych:
- grupa przedszkolna dla dzieci od 3 lat
- grupa przedszkolna
- zerówka
- grupa szkolna dla dzieci od 6/7 lat
- grupa szkolna dla dzieci z dobrą znajomością języka polskiego
- grupa szkolna dla dzieci starszych

Lekcje prowadzą wykwalifikowani i doświadczeni nauczyciele. Udział dzieci w zajęciach jest dla nich okazją do poszerzenia swoich umiejętności w zakresie języka mówionego i pisanego oraz daje możliwość zapoznania się z polską literaturą dziecięcą. Temu służą również organizowane imprezy, jak np. przedstawienia teatralne oraz spotkania okolicznościowe.
Zajęcia odbywają się w pomieszczeniach Fritz-Gansberg-Schule.